# Tư duy lập trình
Tư duy lập trình là cách một người suy nghĩ để đưa ra những phương án giải quyết tối ưu cho những vấn đề mà họ đang gặp phải trong  lập trình máy tính. Tư duy lập trình không chỉ áp dụng cho lĩnh vực lập trình, mà còn có thể được sử dụng trong nhiều lĩnh vực khác trong cuộc sống, chẳng hạn như giải quyết vấn đề, ra quyết định, và sáng tạo.
Tư duy lập trình bao gồm các kỹ năng sau:
- Phân tích vấn đề: Xác định các thành phần của vấn đề và mối quan hệ giữa chúng.
- Tạo ra các giải pháp: Đề xuất các cách khác nhau để giải quyết vấn đề.
- Đánh giá các giải pháp: Xem xét các ưu và nhược điểm của từng giải pháp để chọn ra giải pháp tốt nhất.
- Thực hiện giải pháp: Chuyển đổi giải pháp thành mã code hoặc các hành động cụ thể.